# Carl Sandström
Carl Teofil Sandström, född 5 januari 1862 i Tolgs församling, Kronobergs län, död 13 maj 1946 i Stockholm, var en svensk jurist. Han var far till Tord Sandström.
Sandström, som var prästson, avlade mogenhetsexamen i Växjö 1881, hovrättsexamen i Lund 1885 och blev efter tingstjänstgöring vice häradshövding 1888. Han var därefter verksam som advokat och bosatte sig 1890 i Söderhamn, där han vid sidan av advokatverksamheten, särskilt beträffande skogs- och flottningsföretag, bland annat även var juridiskt ombud åt Ljusne-Woxna AB. Han blev rådman och magistratssekreterare i Söderhamns stad 1910 och var tillförordnad borgmästare där från oktober 1932 till 1 juli 1936. 
Under en lång följd av år var Sandström stadsfullmäktiges sekreterare och han var ledamot av ett flertal kommunala nämnder, bland annat hälsovårdsnämnden. Han var en av initiativtagarna till Söderhamns varmbadhus. Han under många åt ordförande i styrelsen för Söderhamns elementarläroverk för flickor samt i Teateraktiebolaget i Söderhamn. I Söderhamns Folkbank var han ombudsman från dess grundande 1899 till 1915, då den uppgick i Norrlandsbanken. Han tillhörde lokalstyrelserna för Helsinglands Enskilda Bank, Mälarbanken och Svenska Handelsbanken. Han innehade en mängd uppdrag inom flottnings- och sågverksindustrin och var under många år ordförande i Gävleborgs läns expropriationsnämnd. Han flyttade år 1942 från Söderhamn till Stockholm.